# Franz Gerhard Wegeler

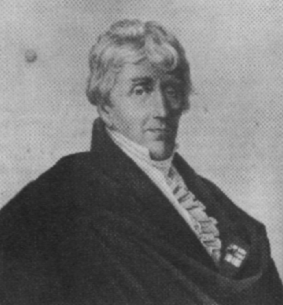
Franz Gerhard Wegeler

Franz Gerhard Wegeler (22 augustus 1765 - 7 mei 1848) was een Duitse arts uit Bonn, hoogleraar en rector aan de universiteit van Bonn.
Wegeler, een jeugdvriend van Ludwig van Beethoven, wordt herinnerd voor zijn  biografie uit 1838 van Beethoven (Biographische Notizen über Ludwig van Beethoven), die hij publiceerde elf jaar na Beethovens overlijden. Historici beschouwen deze memoires als een belangrijke en betrouwbare bron van informatie over het leven van Beethoven.